# Wim de Kort
Willebrordus Leonardus Petrus Martinus (Wim) de Kort (Tilburg, 4 juni 1909 - Villeneuve-de-Berg (Frankrijk), 2 mei 1993) was een Nederlands politicus. Van 19 september 1961 tot 7 december 1963 was hij in de Tweede Kamer fractievoorzitter van de Katholieke Volkspartij (KVP). Van 1 november 1960 tot 1 juli 1974 was hij burgemeester van de Noord-Brabantse gemeente Nieuw-Ginneken.
De Kort bezat drie academische titels, alle in Leuven behaald, twee magna cum laude en de derde cum laude. Hij promoveerde in Leuven in de sociale wetenschappen, waar hij ook wijsbegeerte studeerde. Zijn maatschappelijke carrière begon hij als volontair bij "Banque de la Campine" in Turnhout. Van 1930 tot 1933 was hij boekhouder bij de Tilburgse N.V. Metaaldraadlampenfabriek "Volt". Van januari 1938 tot 1 mei 1941 fungeerde hij als sociaal en juridisch adviseur van de Nederlandse Rooms-Katholieke Politiebond "Sint Michael". Hij was directeur van het Gewestelijk Arbeidsbureau in Tilburg van 1 mei 1941 tot 1945, maar in 1944 dook hij onder.
De Kort was 'tussenpaus' als KVP-leider na het vertrek van Romme en voor de komst van Schmelzer. Hij was als Tweede Kamerlid vooral deskundig op het gebied van de sociale zekerheid. Van 20 november 1945 tot 15 juli 1952 nam hij voor het eerst zitting in de Tweede Kamer. Op 10 december dat jaar keerde hij alweer terug als Tweede Kamerlid. Van 4 juli 1950 tot 1 september 1956 was hij lid van Provinciale Staten van de provincie Noord-Holland. Hij combineerde sinds 1 november 1960 zijn Kamerwerk met het burgemeesterschap van Nieuw-Ginneken bij Breda. Hij volgde op 19 september 1961 Romme in de Tweede Kamer op als fractievoorzitter en werd in juni 1963 voor drie weken kabinetsformateur. Enkele maanden na zijn mislukte en sterk bekritiseerde formatiepoging trad hij op 7 december dat jaar af als fractievoorzitter, nadat het partijbestuur het vertrouwen in hem had opgezegd en werd vervangen door Schmelzer. Hij bleef nadien nog tot en met 14 oktober 1966 in de Tweede Kamer en tot 1 juli 1974 burgemeester van Nieuw-Ginneken.
De Kort had aangegeven per 14 oktober 1966 te vertrekken als Tweede Kamerlid, maar de algemene beschouwingen van 13 oktober liepen uit tot na middernacht. De voorzitter van de Tweede Kamer gaf hem toestemming aan te blijven tot het eind van de vergadering. Dat werd uiteindelijk twintig voor vijf in de morgen. Ongeveer tien minuten voor zijn uiteindelijk vertrek stemde hij voor de motie-Schmelzer. Die werd aangenomen, met als gevolg dat het kabinet-Cals viel. Maar ook als De Kort niet had meegestemd, was het kabinet gevallen.
Van november 1966 tot 1975 was hij plaatsvervangend kroonlid van de Sociaal Economische Raad. Hij was de oprichter van het pensioenfonds PGGM (Pensioenfonds voor de Gezondheid, Geestelijke en Maatschappelijke Belangen). Tot 1976 was hij daarvan voorzitter.
- Biografisch Portaal: 25165988
- Digitale Bibliotheek voor de Nederlandse Letteren: kort036
- Gemeinsame Normdatei: 143822152
- International Standard Name Identifier: 0000 0001 1802 8560
- Nederlandse Thesaurus van Auteursnamen: 073423203
- Parlement.com: vg09ll2g29wp
- Virtual International Authority File: 168971389
- WorldCat: E39PBJgd7rH6yhQGBH8K39pMfq